# Criterios de estabilidad
Los criterios de estabilidad son el conjunto de normas que debe cumplir un buque para que su estabilidad alcance valores mínimos que garanticen su seguridad.
Estos criterios pueden clasificarse según los parámetros que controlan en:
- Criterios en función de la altura metacéntrica.
- Criterios en función de la estabilidad estática.
- Criterios en función de la estabilidad estática y dinámica.
- Criterios en función de la estabilidad estática y la acción del viento.
- Criterios en función del período y amplitud del balance.

Existen también diferentes criterios creados para distintos tipos y tamaños de embarcaciones, dado que es muy amplia la variedad de buques y muy difícil que un solo criterio puede ser aplicado de forma universal.
Así distinguimos:

## Criterio de Rahola

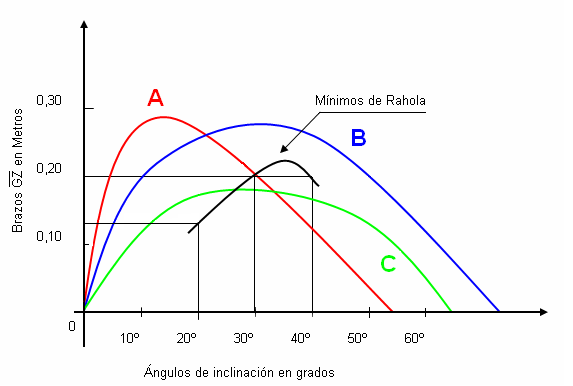
Curvas de estabilidad y míminos de Rahola.

Es el criterio ideado por el profesor finlandés Rahola, quien analizando la pérdida de numerosas embarcaciones por falta de estabilidad y sugirió un criterio basado en los brazos adrizantes (corregido por superficies libres), y el ángulo de inundación.
- Valores mínimos de GZ para los ángulos de escora:

| Escora = 20(grados) | GZ = 14 cm |
| Escora = 30(grados) | GZ = 20 cm |
| Escora = 40(grados) | GZ = 20 cm |

- El máximo de la curva de brazos GZ deberá estar comprendido entre los ángulos 30° y 40°.
- El brazo dinámico para 40° debe ser como mínimo 8 cm/radián. Si el ángulo de inundación es menor a 40°.

En la figura de la derecha se muestran tres curvas correspondientes a tres buques, A y C cumplen parcialmente con los criterios de Rahola mientras que solo B satisface todos los requisitos.

## Criterio de la OMI
La Organización Marítima Internacional (OMI) fijó un criterio de orden mundial para los buque de pesca, carga y pasajeros menores a 100 m de eslora.
Este criterio puede ser resumido en las siguientes pautas:
- La altura metacéntrica corregida por superficies libres debe ser mayor a 0,35 m
- El máximo valor de la curva de brazos GZ será para las escoras de 30° o más
- La curva de brazos GZ a partir de 30° deberá tener brazos mayores de 0,20 m
- El área encerrada por la curva de brazos GZ y la ordenada de 40° será igual o mayor a de 0,090 m*radián.
- El área encerrada por la curva GZ y las ordenadas de 30° y 40° de escora y/o la ordenada correspondiente al ángulo de inundación (si fuera menor a 40°) deberá ser mayor de 0.030 m*radián.
- El área encerrada por la curva de brazos GZ y la ordenada de la escora de 30° será igual o mayor a 0,055 m*radián.

La OMI fija además las forma en que debe corregirse la altura metacéntrica por la acción de superficies libres.

## Criterio de Nickum para buques pesqueros
Este criterio establece que un buque pesquero en servicio debe cumplir con:
- Primero:

durante la condición más crítica de trabajo:
- - a) La altura metacéntrica GM debe ser igual o mayor que 0,1 de la manga o igual o mayor de 0,610 m
  - b) Debe cumplirse la relación: {\displaystyle {\frac {F}{M}}+{\frac {A}{E*M}}\geq 0,15}

Donde:
- -     - GM = Altura metacéntrica inicial.
    - M = Manga de trazado.
    - F = Francobordo.
    - A = Área de la obra muerta proyectada sobre el plano diametral.
    - E = Eslora entre perpendiculares.

- Segundo:

lo estipulado en el punto primero debe complementarse con las mediciones de GM efectuadas para la condición de carga más crítica.
Para la determinación del GM se aplicara la siguiente fórmula:
{\displaystyle GM=\left({\frac {K*M}{T}}\right)^{2}}
Donde:
- -     - K = 0,40 si M está expresado en pies y 0,80 si M está expresado en metros
    - M = Manga de trazado (expresado en pies o metros)
    - T = Período de oscilación completa expresado en segundos (promedio observado de 20 oscilaciones).
    - GM = Altura metacéntrica que quedará expresada en la misma unidad que lo fue la manga

## Criterio holandés (para buques costeros de menos de 500 T.R.B.)
Es el criterio ideado por la autoridad holandesa que es aplicable a buques con un tonelaje inferior a 500 T.R.B. (Tonelaje de Registro Bruto). La curva de brazos adrizantes, en las peores condiciones, debe cortar o ser tangente a la línea definida por los siguientes puntos,
| Escora = 0 (grados)  | GM = 0,44 m |
| Escora = 35 (grados) | GZ = 0,22 m |
| Escora = 60 (grados) | GZ = 0,27 m |

Este es un criterio muy similar al de Rahola, de fácil interpretación.